# Azails
Azails (em árabe: لغزايل) é uma cidade e comuna localizada na província de Tremecém, no noroeste da Argélia. Em 2008, sua população era de 7 527 habitantes.